# Xã Monroe, Quận Wyoming, Pennsylvania
Xã Monroe (tiếng Anh: Monroe Township) là một xã thuộc quận Wyoming, tiểu bang Pennsylvania, Hoa Kỳ. Năm 2010, dân số của xã này là 1.652 người.